# Площа Трьох Хрестів
Площа Трьох Хрестів (пол. Plac Trzech Krzyży) — площа в центральному районі Варшави Середмістя (Польща). Заснована у першій половині XVIII століття.
Площа розташована на шляху з центру міста в південні околиці і передмісті столиці (Королівському тракті). Вона пов'язана з кількома вулицями: на півночі з вулицею Новий Свят і з Уяздовським проспектом на півдні. 

## Історія площі
Центральна дорожня розв'язка має багату і цікаву історію. Спочатку її називали Площею трьох перехресть. І не дарма. Велика частина території служить місцем проїзду автомобілів. Об'єкт розташований 200 м на південь від транспортного кільця. Вся протяжність з півночі на південь – 180 м, а із заходу на схід — 60 м.
Пізніше варшавська площа отримала іншу назву. У 1724 році король Август II наказав закласти тут відправну точку кільцевої дороги, яка згодом стала початком Алеї Уяздовського. У 1731 році на площі були зведені дві колони з хрестами. В 1752 році - пам'ятник великому коронному маршалку Францішекові Бєліньскому. Через деякий час з'явився пам'ятник святому Янові Непомуцького з хрестом у руках і таким чином хрестів стало вже три. Вони утворювали між собою трикутник. Тому пам'ятку стали називати Площею Трьох Хрестів.
У XIX столітті цей ансамбль доповнився будівлею костелу святого Олександра, яка стала архітектурною домінантою площі. Костел був зведений на згадку про візит російського імператора Олександра I. Він являє собою споруду у стилі класицизму. Зовнішнє оздоблення суворе, білизну стін підкреслюють колони портика і великий круглий купол. В даний час площа залишається важливим транспортним вузлом і найпопулярнішою пам'яткою Варшави, при цьому символічну роль відіграє статуя святого Яна Непомуцького, визнаного покровителя доріг і мостів.
Під час Другої світової війни польська столиця була зруйнована, в тому числі і Площа Трьох Хрестів. Після 1945 року пам'ятку відновили. Дивним чином хрести збереглися.
На площі розташовано кілька старих будівель. Серед них виділяється будинок XVIII століття класичного стилю і корпус Інституту з вивчення глухоти і сліпоти, зведений в 1817 році.
В даний час площа є важливим транспортним шляхом і пам'яткою Варшави.

## Визначні будівлі розташованні на площі
- Костел святого Олександра

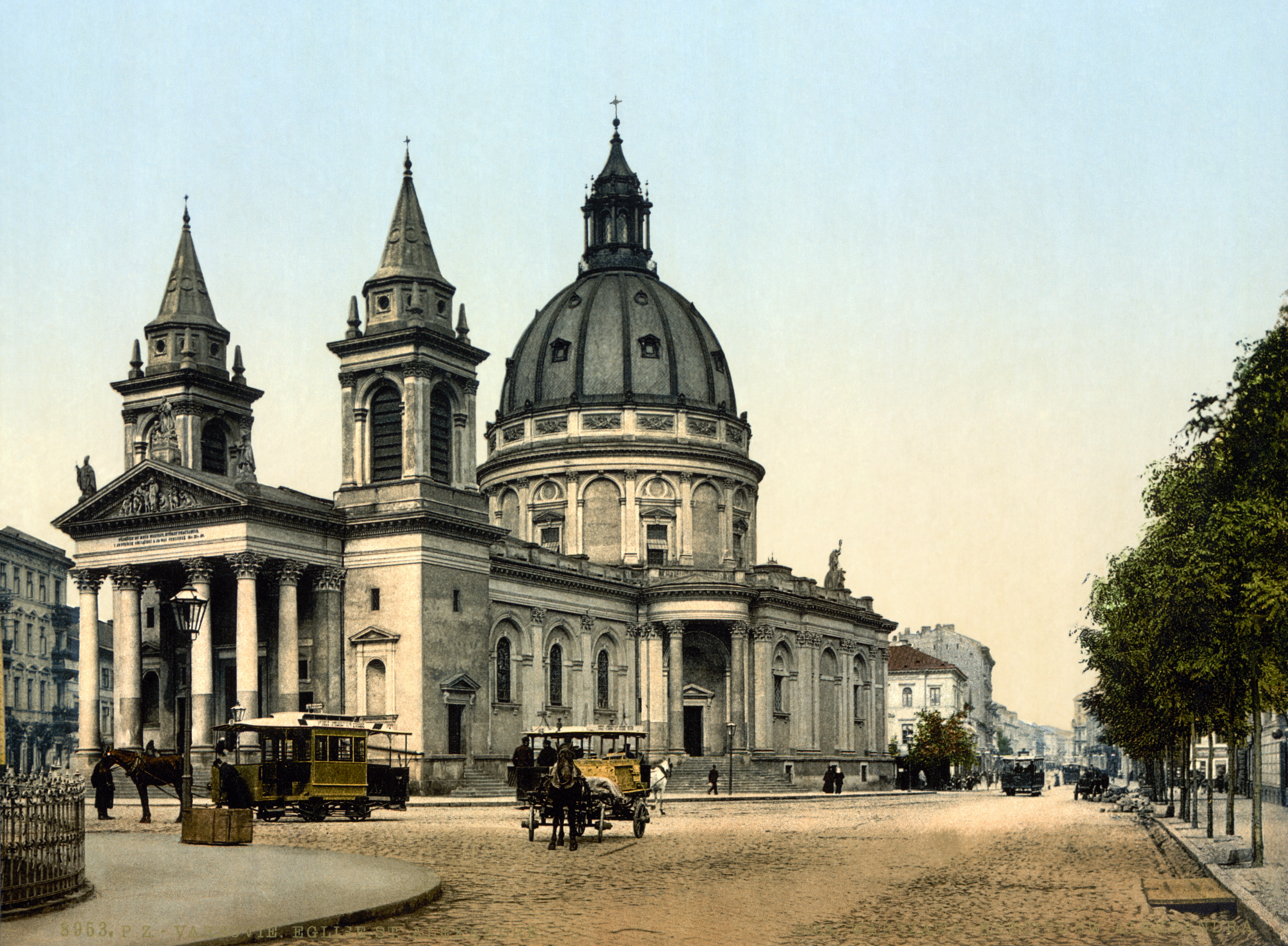
Костел святого Олександра, Варшава
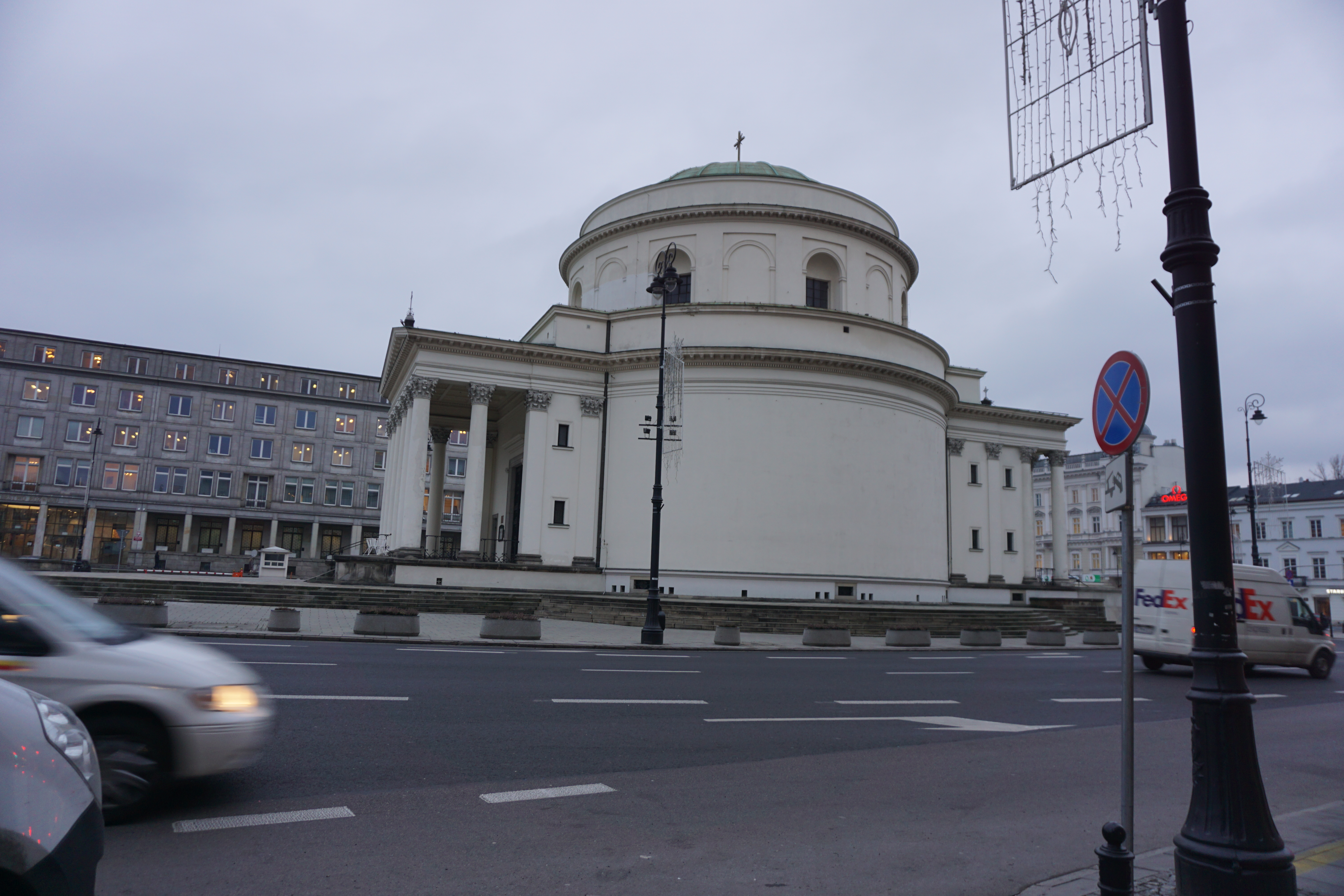
Костел святого Олександра, Варшава
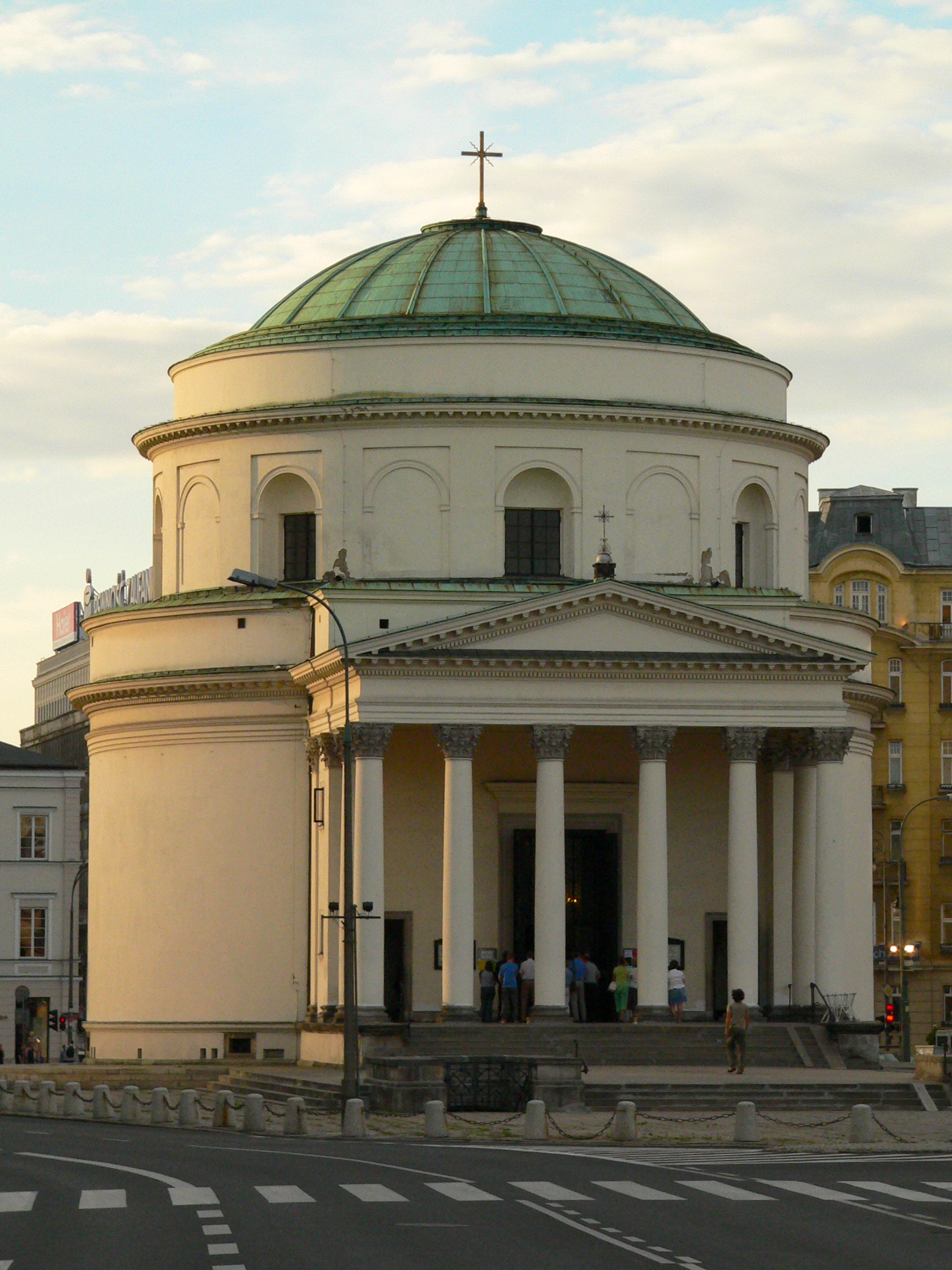
Костел святого Олександра в Варшаві

- Інститут з вивчення глухоти і сліпоти

## Галерея

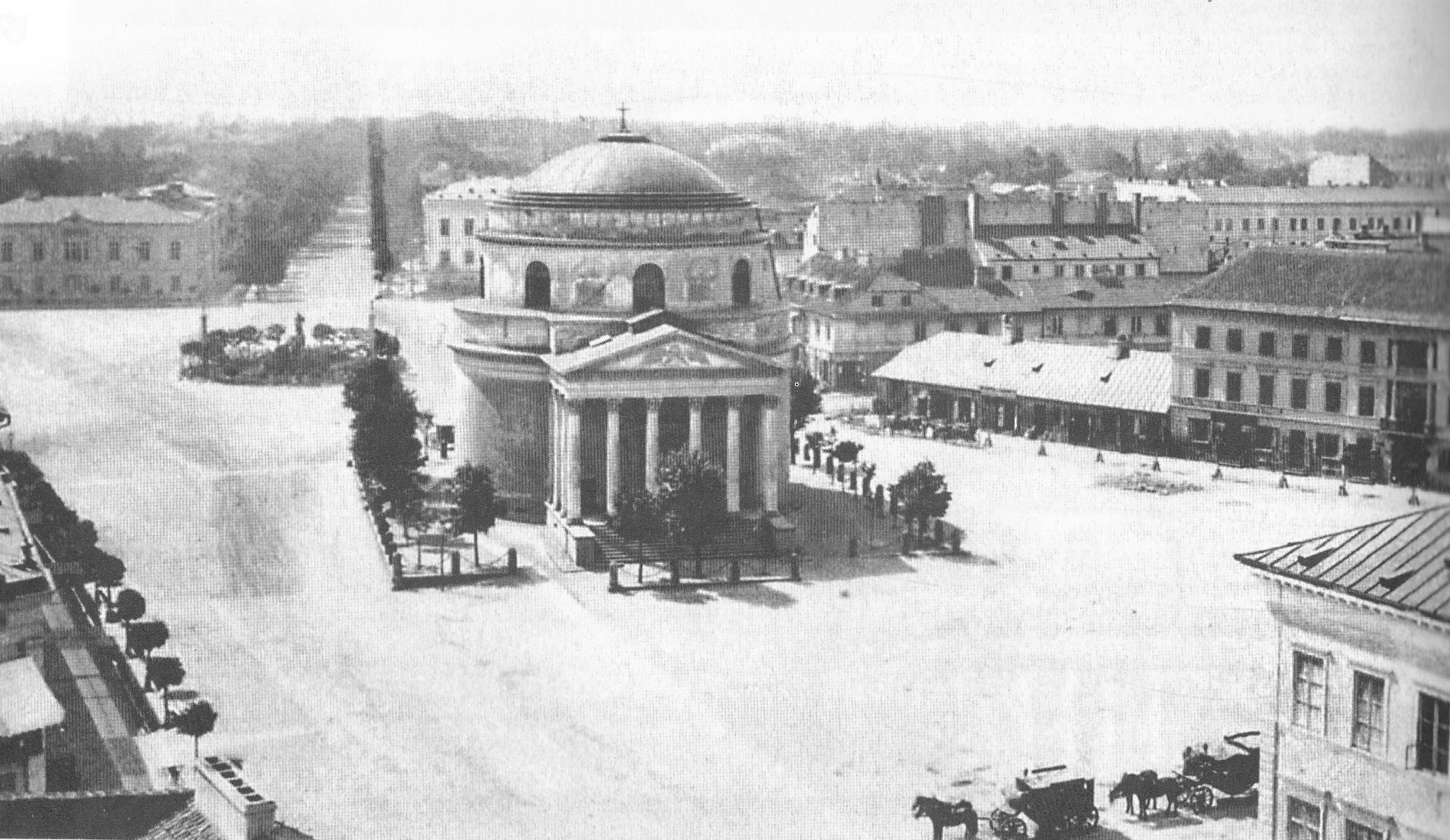
Площа Трьох Хрестів Конрад Брандель, 1873 р.
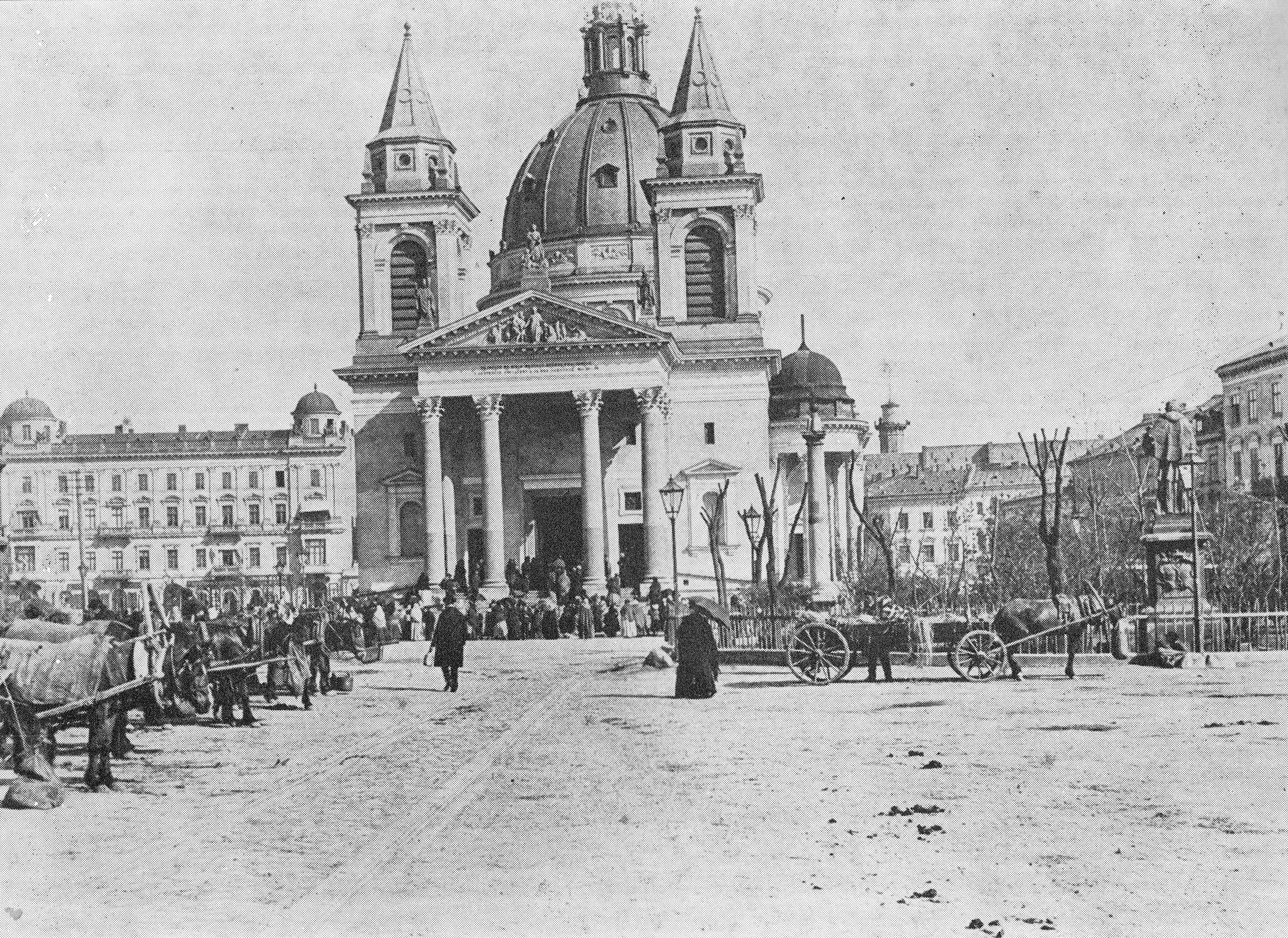
Площа Трьох Хрестів у Варшаві, 1892 р.
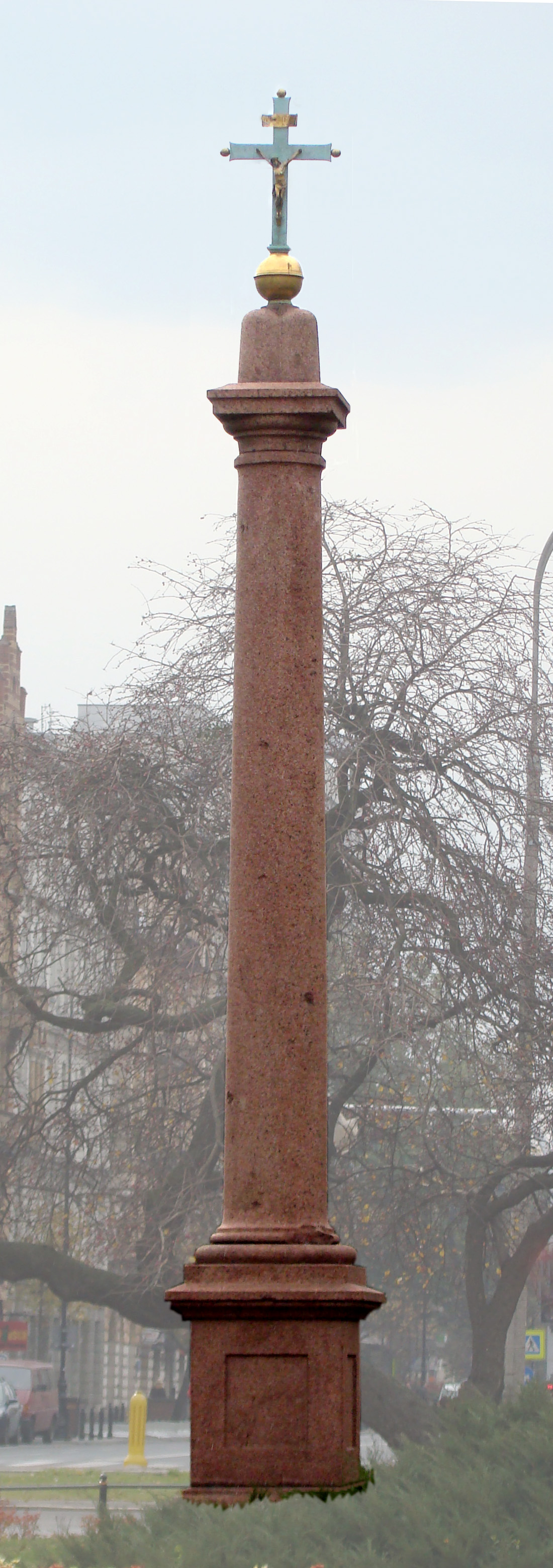
Площа Трьох Хрестів, ліва колона
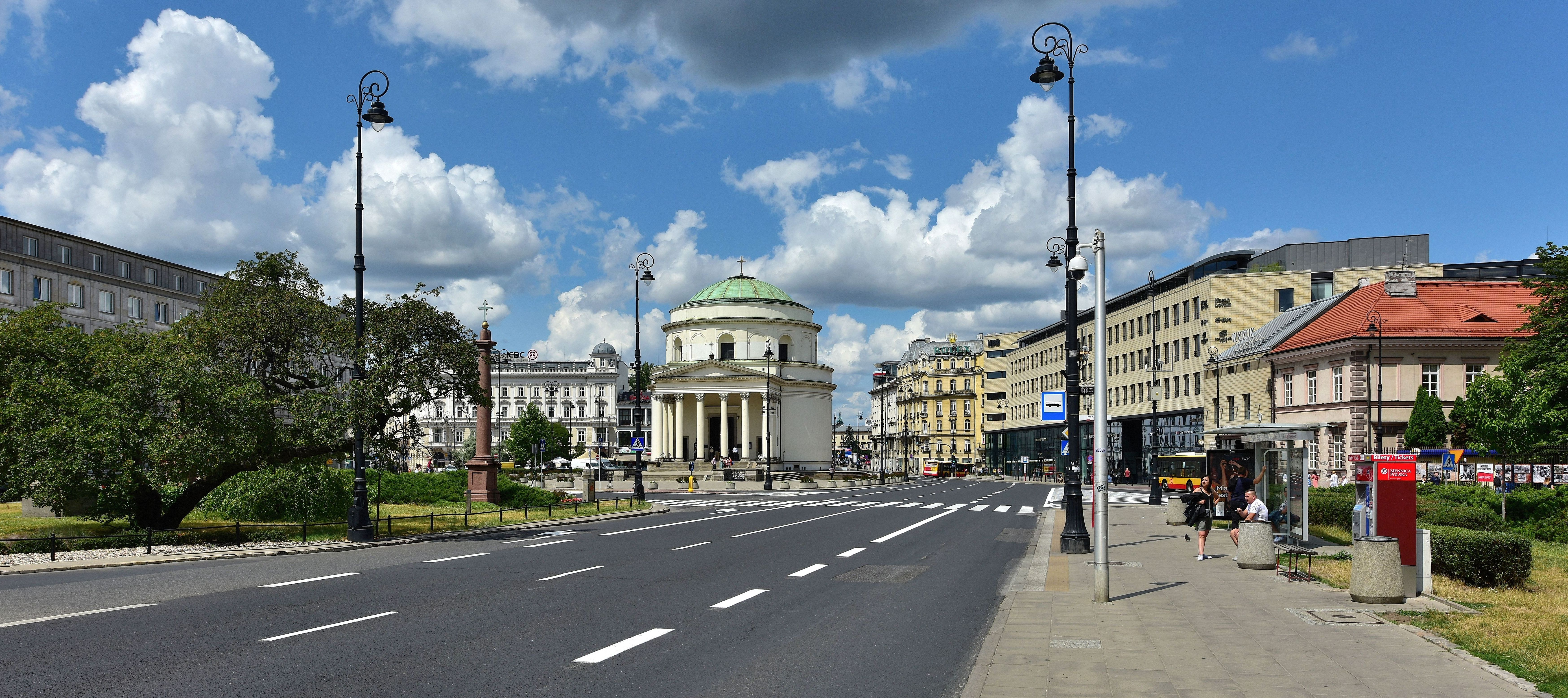
Площа Трьох Хрестів у Варшаві, 2019 р.
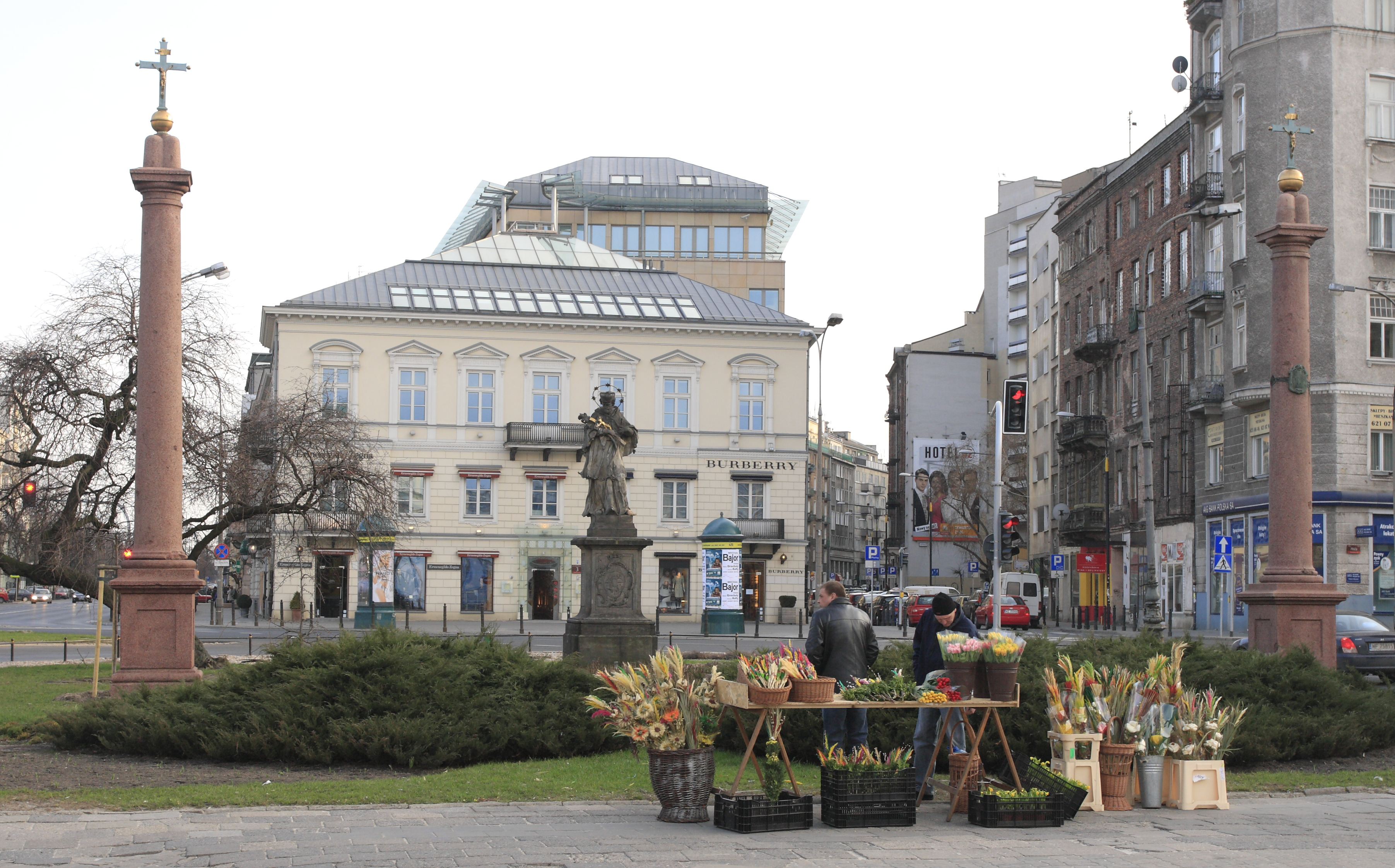
Площа Трьох Хрестів
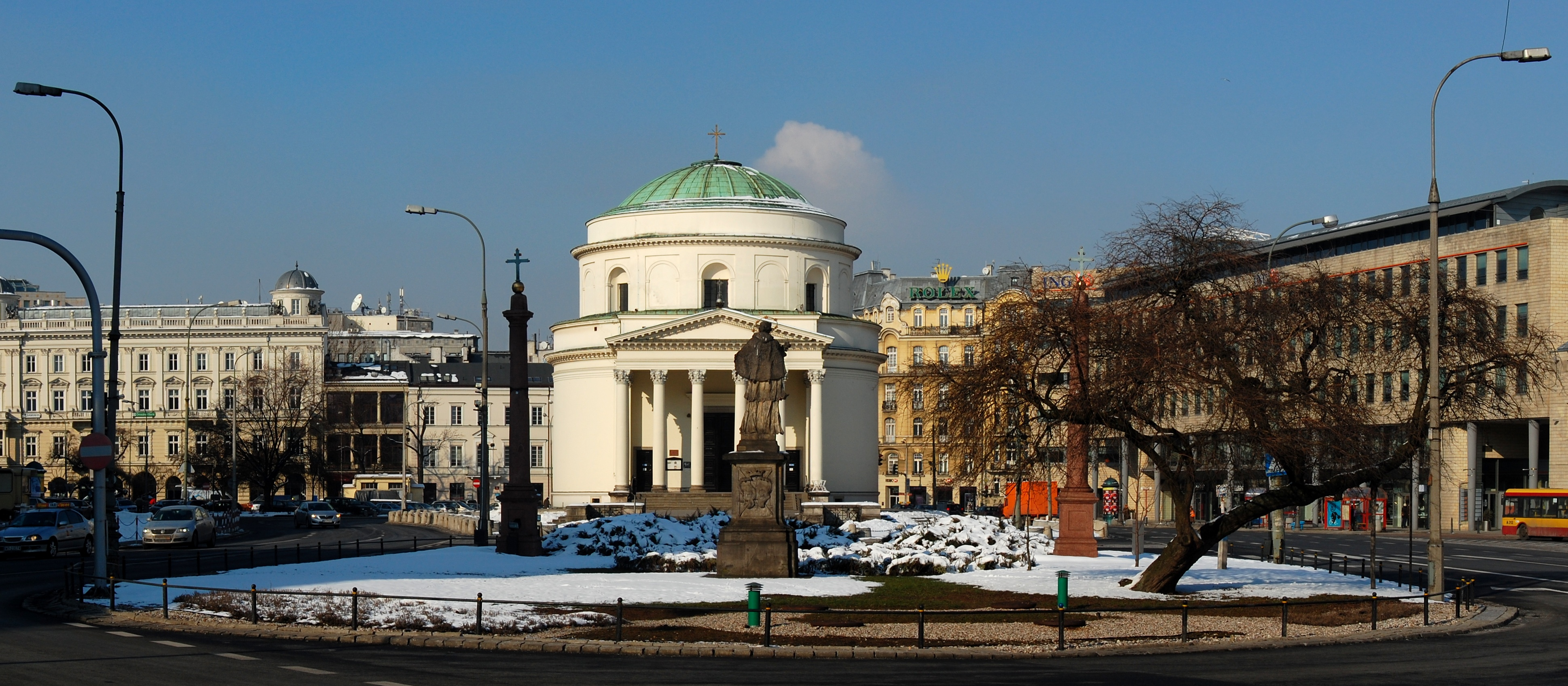
Варшава. Площа Трьох Хрестів